# Dashboard
Dashboard (in italiano Pannello di controllo o Cruscotto) è un'applicazione per il sistema operativo macOS sviluppata dalla Apple Inc., che, all'occorrenza, consente di attivare con un tasto delle mini-applicazioni, chiamate widget, e farle successivamente sparire dal desktop quando non servono più. Può essere pensato come un livello semitrasparente al desktop. I widget sono scritti utilizzando i linguaggi HTML, CSS e JavaScript.
Apple ha rimosso dal suo sistema operativo quest'applicazione con la release di macOS Catalina nell'ottobre 2019.

## Filosofia di sviluppo
I widget sono programmi che sono ignorati dall'utente per la maggior parte del tempo, tranne per un breve periodo in cui gli sono utili. Quindi, si è ritenuto inutile tenerli sempre visibili a occupare dello spazio sullo schermo, preferendo richiamarli quando servono per poi farli nuovamente sparire fino al prossimo utilizzo. La tecnologia Dashboard fa proprio questo, infarcendo i programmi di effetti grafici generati dal motore grafico Quartz Extreme.

## Widget
I widget attualmente preinstallati nella Dashboard sono:
- Ski Report
- Calcolatrice
- Calendario
- Contatti (si poggia su Rubrica Indirizzi)
- Dizionario
- ESPN (visualizzatore delle notizie e dei risultati dell'hockey americano)
- Flight Tracker (visualizzatore delle rotte dei principali voli internazionali)
- Movies
- Memo (gestore di note)
- Borsa (visualizzatore dei titoli azionari)
- Gioco dei 15
- Traduzione
- Convertitore
- Meteo
- Web clip (pannello di ricerca che si appoggia a Google)
- Ore locali

In aggiunta ai widget preinstallati da Apple, si possono installare widget di terze parti, disponibili nell'apposita sezione del sito dell'azienda o è persino possibile creare dei widget attraverso il programma di sviluppo dei widget, Dashcode, incluso nei Developer tools di Apple.

## Polemiche
La presentazione di Dashboard ha generato molte polemiche dato che si è ravvisata una somiglianza tra Dashboard e un programma chiamato Konfabulator. Apple si è difesa dichiarando che l'idea che sta alla base di Dashboard era presente fin dalla prima versione di macOS negli accessori da scrivania e che comunque Dashboard e Konfabulator sono programmi diversi con idee alla base diverse.

## Mac OS X 10.5
La versione Mac OS X Leopard del sistema operativo Apple ha implementato all'interno del web browser (solo Safari) una funzione che permette di convertire automaticamente sezioni di pagine web in widget.